# Jan-Philip Glania
Jan-Philip Glania (Fulda, RDA, 8 de noviembre de 1988) es un deportista alemán que compite en natación, especialista en el estilo espalda.
Ganó una medalla de bronce en el Campeonato Mundial de Natación de 2015 y dos medallas de bronce en el Campeonato Europeo de Natación, en los años 2014 y 2018.
Participó en dos Juegos Olímpicos de Verano, en los años 2012 y 2016, ocupando el séptimo lugar en Río de Janeiro 2016, en la prueba de 4 × 100 m estilos.

## Palmarés internacional
| Campeonato Mundial | Campeonato Mundial    | Campeonato Mundial | Campeonato Mundial      |
| Año                | Lugar                 | Medalla            | Prueba                  |
| ------------------ | --------------------- | ------------------ | ----------------------- |
| 2015               | Kazán (Rusia)         | Medalla de bronce  | 4 × 100 m estilos mixto |
| Campeonato Europeo |                       |                    |                         |
| Año                | Lugar                 | Medalla            | Prueba                  |
| 2014               | Berlín (Alemania)     | Medalla de bronce  | 100 m espalda           |
| 2018               | Glasgow (Reino Unido) | Medalla de bronce  | 4 × 100 m estilos       |